# Cronologia da história do futebol no Brasil
Esta é uma cronologia da história do futebol no Brasil.

## Século XIX
- 1888: O São Paulo Athletic Club, o primeiro clube esportivo do país, é fundado (13 de maio).
- 1894: Charles Miller retorna ao Brasil para trazer na bagagem duas bolas usadas, um par de chuteiras, um livro com as regras do futebol e uma bomba de encher bolas (18 de fevereiro). O Club de Regatas Botafogo, é fundado no dia 1° de julho no Rio de Janeiro, como clube de remo, mas não se praticava o futebol.
- 1895: O primeiro jogo de futebol no país é realizado entre funcionários de empresas inglesas Gas Company of São Paulo (Companhia de Gás de São Paulo) e São Paulo Railway Company (Companhia Ferroviária de São Paulo), na Várzea do Carmo, em São Paulo onde o São Paulo Railway, o time de Charles Miller, vence por 4 a 2 (14 de abril).[1][2] O Clube de Regatas do Flamengo, é fundado no Rio de Janeiro, como clube de remo.
- 1898: O Club de Regatas Vasco da Gama é fundado no Rio de Janeiro no dia 21 de agosto, como clube de remo. Não se jogava futebol por lá.
- 1899: O Esporte Clube Vitória é fundado, dia 13 de maio, como "Club de Cricket Victoria" (devido ao cricket) sendo o primeiro clube social nacional fundado apenas por brasileiros. Funda-se em São Paulo, em 19 de agosto, o Sport Club Internacional, para a prática do futebol e, em 7 de setembro, O Sport Club Germânia, um clube esportivo, atualmente com o nome de Esporte Clube Pinheiros, ambos por Hans Nobiling.
- 1900: Em 1º de janeiro, funda-se no então bairro Votorantim, em Sorocaba, o Sport Club Savoia, atualmente um clube social com o nome de Votorantim Club. O Sport Club Rio Grande, mais antigo clube de futebol brasileiro ainda em atividade, é fundado (19 de julho). A Associação Atlética Ponte Preta é fundada em Campinas, São Paulo (11 de agosto).

## Século XX
- 1901:

1. O Clube Náutico Capibaribe é fundado em Recife (7 de abril).
2. Oscar Cox organiza o primeiro jogo de futebol na história do Estado do Rio de Janeiro (22 de setembro).
3. O Velódromo de São Paulo é fundado em São Paulo e torna-se o primeiro campo de futebol da história do país (18 de outubro), com arquibancadas de madeira.
4. A Liga Paulista de Foot-Ball é fundada (19 de dezembro).

- 1902:

1. Em 1902 Fluminense Football Club é fundado como o Primeiro Clube de Futebol do estado do Rio de Janeiro. Fundado por Oscar Cox em 21 de julho de 1902. Primeiro clube do estado do Rio a ter como principal atividade o futebol.[3] O Fluminense é o primeiro entre os doze grandes do futebol brasileiro a entrar em campo e a ostentar a palavra futebol no nome.
2. O Campeonato Paulista de Futebol é realizado no Estado de São Paulo e torna-se o primeiro torneio de futebol organizado no país (3 de maio a 26 de outubro).
3. O Esporte Clube 14 de Julho (Santana do Livramento) é fundado no Rio Grande do Sul em 14 de julho.

- 1903: O Grêmio Foot-Ball Porto Alegrense é fundado (15 de setembro).
- 1904:

1. Trabalhadores da fábrica de tecelagem Bangu formam o primeiro time de futebol proletário do país, o Bangu Atlético Clube, no Rio de Janeiro (17 de abril).
2. O Botafogo de Futebol e Regatas é fundado (12 de agosto).
3. O America Football Club (Rio de Janeiro) é fundado (18 de setembro).

- 1905:

1. O Clube do Remo é fundado (05 de fevereiro).
2. O Sport Club do Recife é fundado (13 de maio).

- 1907: É disputada a Taça Brasil, competição entre seleções estaduais, a Carioca e a Paulista. Esta foi a campeã.[4][5]
- 1908: São fundados o Clube Atlético Mineiro (25 de maio) e o Villa Nova Atlético Clube (28 de junho).
- 1909:

1. O Sport Club Internacional é fundado (4 de abril).
2. O Coritiba Foot Ball Club  é fundado (12 de outubro).
3. O Botafogo vence o Mangueira por 24 a 0 no Campeonato Carioca, resultado considerado como a maior goleada da história do futebol brasileiro (20 de maio).
4. Arthur Friedenreich estreia pelo Germânia (15 de agosto).

- 1910: O Sport Club Corinthians Paulista é fundado (1 de setembro).
- 1911:

1. O Barra Mansa é considerado o primeiro time profissional do Brasil.
2. O Guarani Futebol Clube é fundado em (2 de abril).

- 1912:

1. O Santos Futebol Clube é fundado (14 de abril).
2. O América Futebol Clube (Belo Horizonte) é fundado (30 de abril).
3. O Operário Ferroviário Esporte Clube  (Ponta Grossa/PR) é fundado em (01 de maio).
4. O Clube de Regatas Brasil é fundado (20 de setembro).

- 1913:

1. O Nacional Futebol Clube é fundado em (13 de janeiro).
2. O Atlético Rio Negro Clube é fundado em (13 de dezembro).

- 1914:

1. O Santa Cruz Futebol Clube é fundado (3 de fevereiro).
2. O Ceará Sporting Club é fundado.
3. A Federação Brasileira de Sports (FBS), embrião da CBF, é criada (8 de junho).[2][6]
4. A Seleção Brasileira de Futebol participa do primeiro jogo não-oficial no amistoso, no Estádio das Laranjeiras e vence o Exeter Club da Inglaterra por 2 a 0 no campo do Fluminense com o seu primeiro uniforme oficial e gols de Oswaldo Gomes e Osman (21 de julho).[2]
5. O Palmeiras é fundado (26 de agosto) com o nome de Società Sportiva Palestra Italia.
6. O primeiro jogo noturno de futebol do país entre Vila Isabel F.C. e Seleção da Liga Campista é realizado em Vila Isabel, no Rio de Janeiro (5 de setembro).[carece de fontes?]
7. O primeiro jogo internacional da Seleção Brasileira de Futebol, formada pelos jogadores Arnaldo, Bartô I, Friedenreich, Lagreca, Marcos, Millon, Nery, Octavio Egydio, Oswaldo Gomes, Mário Pernambuco, Píndaro e Rubens Salles, acontece contra a Argentina em um amistoso, no campo do Club Gimnasia y Esgrima em Buenos Aires onde a Seleção Argentina vence por 3 a 0 (20 de setembro).[2]
8. O Brasil é campeão da primeira Copa Roca, vencendo a Argentina por 1 a 0, em Buenos Aires (27 de setembro).

- 1915: O ABC Futebol Clube é fundado (29 de junho)[7].
- 1916: A Federação Brasileira de Sports (FBS) passa a se chamar a Confederação Brasileira de Desportos (CBD) (5 de dezembro).[2]
- 1918: O São Raimundo Esporte Clube é fundado em (18 de novembro).
- 1919:

1. A terceira edição do Campeonato Sul-Americano é realizada no Brasil (11 de maio a 29 de maio).
2. O Estádio das Laranjeiras é inaugurado no Rio de Janeiro (11 de maio), com capacidade para 18.000 pessoas, sendo o primeiro estádio de futebol de cimento construído na América do Sul.
3. O Rio Branco Football Club é fundado no Acre (8 de junho). A Confederação Brasileira de Desportos (CBD) é fundada (20 de agosto).

- 1920: É jogado o Campeonato Brasileiro de Clubes Campeões,[nota 1] primeira competição nacional, organizada pela CBD, em pleno amadorismo. O campeão foi o Club Athletico Paulistano, que derrotou o Fluminense e o Brasil de Pelotas.
- 1921: É fundado o Societá Sportiva Palestra Itália, atualmente chamado Cruzeiro Esporte Clube (2 de janeiro).
- 1922:

1. É disputada a primeira edição do Campeonato Brasileiro de Seleções Estaduais, competição da CBD, com título da Seleção Paulista.
2. O Brasil é bicampeão da segunda Copa Roca, vencendo a Argentina por 2 a 1, em São Paulo (22 de outubro). Em outubro, a Seleção Brasileira sagra-se novamente campeã sul-americana no Estádio de Laranjeiras, então ampliado para receber 25.000 pessoas.

- 1923: É fundado o Avahy Football Club, atualmente chamado Avaí Futebol Clube (1 de setembro).
- 1924:

1. O Clube Atlético Paranaense é fundado (dia 26 de março) em Curitiba.
2. É publicada a Resposta Histórica (dia 07 de abril), carta enviada pelo Vasco da Gama a AMEA, recusando-se a desfiliar seus doze atletas negros, operários e analfabetos e abrindo mão de participar dos campeonatos organizados pela AMEA.[8] A carta e a posição assumidas pelo Vasco são tidas como um marco na luta contra o racismo no Brasil e no futebol.[9][10]
3. O Clube Atlético Juventus é fundado dia 20 de abril, no tradicional bairro italiano da Mooca, na cidade de São Paulo.

- 1927: É inaugurado o Estádio Vasco da Gama (dia 21 de abril), popularmente conhecido como São Januário, então maior estádio da América do Sul.
- 1930:

1. O São Paulo Futebol Clube é fundado (25 de janeiro).
2. A Seleção Brasileira de Futebol participa da primeira partida da Copa do Mundo FIFA em Uruguai. Preguinho torna-se o jogador brasileiro a marcar o primeiro gol na Copa. Entretanto, a Seleção é derrotada pela Iugoslávia por 2 a 1 em Montevidéu (14 de julho).[11]

- 1931: O Esporte Clube Bahia é fundado (1 de janeiro).
- 1933:

1. É realizada a primeira partida profissional de futebol no Brasil, entre os clubes: São Paulo Futebol Clube e o Santos Futebol Clube (12 de março).[12]
2. O Torneio Rio-São Paulo é realizado pela primeira vez (7 de maio a 10 de dezembro).
3. O Palestra Itália (atual Palmeiras) conquista o Torneio Rio-São Paulo (10 de dezembro).

- 1935:

1. Arthur Friedenreich se despede da carreira profissional do futebol (21 de julho).
2. O São Paulo Futebol Clube é refundado (16 de dezembro).

- 1937: A primeira competição nacional do futebol profissional brasileiro é realizada. Em 2023 seria reconhecida como primeira edição do Campeonato Brasileiro de Futebol: o Torneio dos Campeões, organizado pela Federação Brasileira de Football, reunia cinco campeões estaduais (antigo DF, ES, MG, antigo RJ, SP), e teve como vencedor o Clube Atlético Mineiro, primeiro campeão brasileiro.
- 1940: É inaugurado o Estádio do Pacaembu em São Paulo (27 de abril).
- 1941:

1. A Federação Paulista de Futebol é fundada no Estado de São Paulo (22 de abril).
2. A Federação de Futebol do Piauí é fundada (25 de novembro).

- 1945: O Brasil é tricampeão da Copa Roca, vencendo a Argentina por 3 a 1, no Rio de Janeiro (23 de dezembro).
- 1946: O Brasil é escolhido como a sede da Copa do Mundo FIFA de 1950 pelo 25° Congresso da FIFA em Luxemburgo (26 de julho).
- 1948: O Vasco da Gama ganha pela primeira vez um título para o Brasil fora do território nacional, contando tanto torneios interclubes quanto entre seleções: O Campeonato Sul-Americano de Campeões.
- 1949: Lamartine Babo compõe os hinos populares (não oficiais) dos 11 participantes do Campeonato Carioca de Futebol de 1949. Sendo esses: America Football Club (seu clube de coração), Flamengo, Vasco da Gama, Fluminense, Botafogo, Bangu, São Cristóvão, Madureira, Olaria, Bonsucesso, e Canto do Rio.[13][14]
- 1950:

1. O Estádio do Maracanã é inaugurado no Rio de Janeiro (16 de junho).
2. A Copa do Mundo FIFA de 1950 é realizada no Brasil (24 de junho a 16 de julho). A Seleção Brasileira é derrotada pelos uruguaios na final da Copa, no Estádio do Maracanã, sendo este evento conhecido popularmente como Maracanazo (16 de julho).

- 1951: A primeira edição da Copa Rio, um torneio intercontinental criado com o objetivo de ser uma Copa do Mundo de Clubes, é disputada por oito equipes de países da Europa e América do Sul em São Paulo e no Rio de Janeiro (30 de junho a 22 de julho). É vencido pela Sociedade Esportiva Palmeiras, considerado à época como a redenção do futebol brasileiro após o Maracanazo de 1950, coroando a S.E. Palmeiras como o primeiro clube campeão mundial.[15][16][17]
- 1952: A segunda edição da Copa Rio é disputada por oito equipes de países da Europa e América do Sul em São Paulo e no Rio de Janeiro (13 de julho a 2 de agosto). O Fluminense é o vencedor.
- 1956: Pelé estreia pelo Santos, começa sua carreira profissional e faz o primeiro gol, vencendo o Corinthians de Santo André por 7 a 1 (7 de setembro).
- 1957: O Brasil é tetracampeão da Copa Roca em São Paulo (10 de julho). Pelé estreia pela Seleção Brasileira de Futebol (7 de setembro).
- 1958: A Seleção Brasileira se consagra campeã da Copa do Mundo FIFA de 1958 pela primeira vez, vencendo a Suécia por 5 a 2 (29 de junho).

- 1959: É realizada a segunda edição do Campeonato Brasileiro (considerada primeira edição de dezembro de 2010 a agosto de 2023), com o nome oficial de Taça Brasil, iniciando-se a regularidade do campeonato nacional. O Esporte Clube Bahia conquista seu primeiro título brasileiro, vencendo o Santos de Pelé, por 3 a 1, no Maracanã (29 de março).[18]

- 1960:
  1. O Brasil é pentacampeão da Copa Roca, vencendo a Argentina por 4 a 1 em Buenos Aires (29 de maio).
  2. O Bahia é o primeiro time brasileiro a disputar a Taça Libertadores, em sua primeira edição.
  3. O Palmeiras vence o Fortaleza no Pacaembu por uma goleada de 8 a 2 e conquista seu primeiro Campeonato Brasileiro (28 de dezembro).

- 1961:
  1. O Palmeiras se torna o primeiro time brasileiro a disputar a final da Libertadores.
  2. O Santos derrota o Bahia no Pacaembu por 5 a 1 e fatura seu primeiro título brasileiro (22 de dezembro).

- 1962:

1. A Seleção Brasileira é bicampeã da Copa do Mundo FIFA, vencendo a Tchecoslováquia por 3 a 1 no Estádio Nacional, Santiago, Chile (17 de junho).
2. O Santos conquista o bicampeonato brasileiro.
3. O Santos é o primeiro time brasileiro a ser campeão da Libertadores.
4. O Santos é campeão da Taça Intercontinental, competição esta que foi reconhecida pela FIFA em outubro de 2017 como sendo mundial.[19][20] Com isso, o clube conquistou o seu primeiro título mundial, vencendo por 5 a 2 o Benfica em Lisboa (11 de outubro).

- 1963:

1. O Brasil é hexacampeão da Copa Roca, vencendo a Argentina por 5 a 2 no Rio de Janeiro (16 de abril).
2. O Santos conquista o tricampeonato brasileiro.
3. O Santos é o primeiro time brasileiro a ser bicampeão da Libertadores.
4. O Santos é o primeiro clube bicampeão mundial, ao conquistar a Taça Intercontinental, vencendo o Milan por 1 a 0 no Rio de Janeiro (16 de novembro).[19][20]
5. O Botafogo é o primeiro time brasileiro que disputou a Libertadores sendo vice-campeão (assumiu a vaga do campeão brasileiro porque o Santos era o atual campeão da Libertadores).

- 1964: O Santos conquista o tetracampeonato brasileiro.

- 1965: O Santos conquista o pentacampeonato brasileiro (de forma consecutiva).

- 1966:
  1. Pela primeira vez os times brasileiros não disputam a Libertadores.
  2. O Cruzeiro vence o Santos no Mineirão por 3 a 2 e ganha seu primeiro título brasileiro (7 de dezembro).

- 1967:
  1. Foi criado o Torneio Roberto Gomes Pedrosa, antigo formato do atual Campeonato Brasileiro. A primeira edição do Torneio Roberto Gomes Pedrosa foi disputada entre os dias 5 de março a 8 de junho (não foi organizado pela CBD).
  2. O Palmeiras vence o Torneio Roberto Gomes Pedrosa, conquistando assim seu segundo título brasileiro (8 de junho).
  3. O Palmeiras ganha a Taça Brasil, no Maracanã, ao vencer o Náutico por 2 a 0, e se sagra campeão brasileiro pela terceira vez (29 de dezembro).

- 1968:
  1. É disputada a segunda edição do Torneio Roberto Gomes Pedrosa. Pela primeira vez é organizada pela CBD e é oficialmente renomeada para Taça de Prata. Também definiria o representante para a Libertadores, pois a Taça Brasil daquele ano terminaria após o início da Libertadores no ano seguinte (entretanto, no ano seguinte, novamente os times brasileiros não participaram da Libertadores). O Santos ganha a competição e fatura o seu sexto título brasileiro.
  2. É disputada a última edição da Taça Brasil, e também pela primeira vez não definiria o representante para a Libertadores. O Botafogo vence o certame e é o primeiro clube da cidade do Rio de Janeiro a ganhar um título brasileiro.

- 1969:
  1. Os times brasileiros não disputaram a Libertadores.
  2. O Palmeiras fatura o seu quarto título do Campeonato Brasileiro (7 de dezembro).
  3. Pelé, pelo Santos, marca seu milésimo gol, vencendo o Vasco da Gama por 2 a 1 (19 de novembro).

- 1970:
  1. É feita a inauguração completa do Estádio do Morumbi,  em São Paulo (25 de janeiro).
  2. Os times brasileiros não disputaram a Libertadores.
  3. A Seleção Brasileira é a tricampeã na Copa do Mundo FIFA do México, vencendo a Itália por 4 a 1 no Estádio Azteca, na Cidade do México (21 de junho).
  4. A quarta e última edição do Torneio Roberto Gomes Pedrosa/Taça de Prata é disputada (6 de setembro a 7 de dezembro), tendo o Fluminense como campeão (20 de dezembro).

- 1971:
  1. É criado o Campeonato Nacional de Clubes.
  2. O Atlético Mineiro ganha seu segundo Campeonato Brasileiro. A partir de 1976,[nota 2] a CBD deixa de colocar os títulos do Torneio Roberto Gomes Pedrosa/Taça de Prata em igualdade de condições com os títulos do Campeonato Nacional de Clubes/Copa Brasil, portanto esta edição era considerada como a primeira do Campeonato Brasileiro. Porém, em 2010, a CBF, sucessora da CBD, unifica os títulos da Taça Brasil e do Roberto Gomes Pedrosa aos títulos brasileiros pós-1970.
  3. O Brasil e a Argentina empatam por 2 a 2 no final da Copa Roca em Buenos Aires (31 de julho). A Minicopa, o torneio de futebol entre seleções nacionais patrocinado pelo país como parte das comemorações do Sesquicentenário da Independência do Brasil, é realizado (11 de junho a 9 de julho).
  4. Pelé se despede da Seleção Brasileira de Futebol em amistoso contra Áustria, no Estádio do Morumbi (11 de julho). Na verdade Pelé se despediu da Seleção em 18 de julho de 1971, em um amistoso contra a antiga Iugoslávia, cujo placar final foi de 2 x 2, com gols de Gérson e Rivelino. O Pelé jogou apenas o primeiro tempo.

- 1972: O Palmeiras se sagra campeão brasileiro pela quinta vez (23 de dezembro).

- 1973:
  1. O jogador Cosme da Silva Campos, do Atlético Mineiro, torna-se o primeiro jogador brasileiro de futebol a ser flagrado no exame antidoping após fazer dois gols na partida contra o Vasco da Gama durante o Campeonato Brasileiro (18 de novembro).[26][27]
  2. O Palmeiras se sagra hexacampeão brasileiro, a segunda conquista consecutiva. O clube empata com seu rival Santos no número de títulos brasileiros.

- 1974: O Vasco da Gama é campeão brasileiro pela primeira vez (1 de agosto).

- 1975: O Internacional é campeão brasileiro pela primeira vez (14 de dezembro).

- 1976: 
  1. O Brasil é campeão da última Copa Roca, vencendo a Argentina por 2 a 0 no Rio de Janeiro (19 de maio).
  2. O Cruzeiro Esporte Clube é campeão da Taça Libertadores pela primeira vez (30 de julho).
  3. O Internacional é bicampeão brasileiro (12 de dezembro).

- 1977: 
  1. Pelé, do New York Cosmos, participa da partida entre o Cosmos e o Santos, no Giants Stadium, East Rutherford, New Jersey, nos Estados Unidos, para encerrar a sua carreira no futebol profissional (1 de outubro).[28]
  2. O São Paulo é campeão brasileiro pela primeira vez.

- 1978: O Guarani Futebol Clube é campeão brasileiro pela primeira vez (13 de agosto).

- 1979: O Internacional é tricampeão brasileiro (23 de dezembro).

- 1980: O Flamengo é campeão brasileiro pela primeira vez (1 de junho).

- 1981:

1. O Grêmio é campeão brasileiro pela primeira vez (3 de maio).
2. Pelé é eleito como o Atleta do Século pelo jornal francês L'Equipe (15 de maio).
3. O Flamengo conquista sua primeira Taça Libertadores (23 de novembro).
4. O Flamengo vence a Copa Intercontinental, goleando o Liverpool por 3 a 0, conquistando assim o título de campeão mundial (13 de dezembro).[19][20]

- 1982: O Flamengo é bicampeão brasileiro (25 de abril).

- 1983:

1. O Flamengo é tricampeão brasileiro, o segundo título consecutivo (29 de maio).
2. O Grêmio é campeão da Taça Libertadores pela primeira vez (28 de julho).
3. O Grêmio vence a Copa Intercontinental e torna-se campeão mundial (11 de dezembro).[19][20]
4. A Taça Jules Rimet, conquistada pela Seleção Brasileira de Futebol na Copa do Mundo FIFA de 1970, é roubada da sede da Confederação Brasileira de Futebol, no Rio de Janeiro e depois é derretida (19 de dezembro).

- 1984: O Fluminense é bicampeão brasileiro (28 de maio).

- 1985: O Coritiba é campeão brasileiro pela primeira vez (31 de julho).

- 1986: O São Paulo é bicampeão brasileiro.

- 1987:

1. O Clube dos 13 é fundado com sede em Porto Alegre (11 de julho).
2. Após 25 anos sem disputa, é jogada a última edição do Campeonato Brasileiro de Seleções Estaduais, com título da Seleção do Rio de Janeiro, representada na final pelo Americano.
3. O Sport Club do Recife conquista o seu primeiro título do Campeonato Brasileiro, após vencer o Guarani por 1 a 0 (7 de fevereiro de 1988).

- 1988: O Esporte Clube Bahia conquista o bicampeonato brasileiro (19 de fevereiro de 1989).

- 1989:

1. A primeira edição da Copa do Brasil é disputada e tem o Grêmio como campeão (19 de julho a 2 de setembro).
2. O Vasco da Gama é bicampeão brasileiro (16 de dezembro).
3. O Paraná Clube é fundado (19 de dezembro).

- 1990:

1. O Flamengo é campeão da Copa do Brasil (7 de novembro).
2. O Corinthians é campeão brasileiro pela primeira vez (16 de dezembro).

- 1991:

1. O Criciúma Esporte Clube é campeão da Copa do Brasil (2 de junho).
2. O São Paulo é tricampeão brasileiro (9 de junho).

- 1992:

1. O São Paulo conquista pela primeira vez a Taça Libertadores (17 de junho).
2. O Flamengo é tetracampeão brasileiro (19 de julho).
3. O São Paulo vence o Barcelona por 2 a 1 e é campeão da Copa Intercontinental, conquistando seu primeiro título mundial (13 de dezembro).[19][20]
4. O Internacional é campeão da Copa do Brasil (13 de dezembro).

- 1993:

1. O São Paulo conquista o bicampeonato da Libertadores (26 de maio).
2. O Cruzeiro é campeão da Copa do Brasil (3 de junho).
3. O São Paulo vence a Copa Intercontinental após ganhar do Milan por 3 a 2, tornando-se bicampeão mundial (12 de dezembro).[19][20]
4. O Palmeiras é heptacampeão brasileiro e se isola como o maior campeão nacional (19 de dezembro).

- 1994:

1. A Seleção Brasileira é tetracampeã da Copa do Mundo FIFA, vencendo a Itália por 3 a 2 nos pênaltis após um empate de 0 a 0 no Estádio Rose Bowl, Pasadena, Estados Unidos (17 de julho).
2. O Grêmio é bicampeão da Copa do Brasil (10 de agosto).
3. O Palmeiras é octocampeão brasileiro (18 de dezembro).

- 1995:

1. Romário é eleito o melhor jogador do mundo do ano 1994 pela FIFA (30 de janeiro).[29]
2. O Corinthians é campeão da Copa do Brasil (21 de junho).
3. O Grêmio conquista o bicampeonato da Taça Libertadores (30 de agosto).
4. O Botafogo é bicampeão brasileiro (17 de dezembro).

- 1996:

1. O Cruzeiro é bicampeão da Copa do Brasil (19 de junho).
2. O Grêmio é bicampeão brasileiro (15 de dezembro).

- 1997:

1. Ronaldo é eleito o melhor jogador do mundo do ano 1996 pela FIFA pela primeira vez (20 de janeiro).[29]
2. O Grêmio é tricampeão da Copa do Brasil (22 de maio).
3. O Cruzeiro é bicampeão da Taça Libertadores (13 de agosto).
4. O Vasco da Gama é tricampeão brasileiro (21 de dezembro).
5. A Seleção Brasileira de Futebol ganha a Copa das Confederações da FIFA pela primeira vez (22 de dezembro).

- 1998:

1. Ronaldo, do Internazionale, é eleito o melhor jogador do mundo do ano 1997 pela FIFA pela segunda vez seguida (12 de janeiro).[30]
2. O Palmeiras conquista a Copa do Brasil (30 de maio).
3. O Vasco da Gama é campeão da Libertadores pela primeira vez (26 de agosto).
4. O Corinthians é bicampeão brasileiro (23 de dezembro).

- 1999:

1. O Palmeiras conquista seu primeiro título da Libertadores da América (16 de junho).
2. O Esporte Clube Juventude é campeão da Copa do Brasil (27 de junho).
3. O Corinthians é tricampeão brasileiro (22 de dezembro).

- 2000:

1. O Campeonato Mundial de Clubes da FIFA é realizado nas cidades de São Paulo e Rio de Janeiro e é vencido pelo Corinthians (5 a 14 de janeiro).
2. Rivaldo é eleito o melhor jogador do mundo do ano 1999 pela FIFA (24 de janeiro).[30][29]
3. O Cruzeiro é tricampeão da Copa do Brasil (9 de julho).
4. Após disputas judiciais relativas à perda de pontos (por escalação irregular) e ao rebaixamento em 1999, foi disputada a maior edição de um Campeonato Brasileiro, a Copa João Havelange, certame jogado por 116 clubes divididos em 4 módulos. Foi organizada pelo Clube dos 13 e teve como campeão o Vasco da Gama, que conquistou seu quarto título (18 de janeiro de 2001).

## Século XXI
- 2001:

1. O Grêmio é tetracampeão da Copa do Brasil (17 de junho).
2. O Atlético Paranaense é campeão brasileiro pela primeira vez (23 de dezembro).

- 2002:

1. O Corinthians é bicampeão da Copa do Brasil (15 de maio).
2. A Seleção Brasileira é pentacampeã da Copa do Mundo FIFA, vencendo a Alemanha por 2 a 0 no Estádio Internacional de Yokohama, em Yokohama, Japão (30 de junho).
3. O Santos é heptacampeão brasileiro (15 de dezembro).
4. Ronaldo é eleito o melhor jogador do mundo do ano 2002 pela FIFA pela terceira vez em Madri, Espanha (17 de dezembro).[31]

- 2003:

1. O Estatuto do Torcedor é sancionado pelo presidente Luiz Inácio Lula da Silva (15 de maio).
2. O Cruzeiro é tetracampeão da Copa do Brasil (11 de junho).
3. Pela primeira vez foi disputado no Campeonato Brasileiro de Futebol  o sistema de pontos corridos, então vencido pelo Cruzeiro, que conquistou seu segundo título (14 de dezembro).

- 2004:

1. O Esporte Clube Santo André é campeão da Copa do Brasil (30 de junho).
2. O zagueiro do AD São Caetano, Paulo Sérgio de Oliveira, mais conhecido como Serginho, morre em uma partida pelo Campeonato Brasileiro contra o São Paulo, no Morumbi (27 de outubro).
3. O atacante Romário encerra sua carreira na Seleção Brasileira (11 de novembro).
4. O Santos é octocampeão brasileiro, empatando com o Palmeiras como maior campeão do Brasil (19 de dezembro).
5. O meia do Barcelona, Ronaldinho Gaúcho, é eleito o melhor jogador do mundo do ano 2004 pela FIFA (20 de dezembro).

- 2005:

1. O Paulista Futebol Clube é campeão da Copa do Brasil (22 de junho).
2. O Brasil derrota a Seleção Argentina de Futebol e é bicampeão da Copa das Confederações da FIFA (29 de junho).
3. O São Paulo conquista o tricampeonato da Libertadores, sendo primeiro clube brasileiro a alcançar o feito (14 de julho).
4. A revista Veja denuncia um esquema de manipulação de resultados futebolísticos, conhecido como Máfia do Apito (23 de setembro).
5. O Superior Tribunal de Justiça Desportiva (STJD) anula os 11 jogos apitados pelo árbitro Edílson Pereira de Carvalho no Campeonato Brasileiro da Série A (2 de outubro).
6. O Corinthians é tetracampeão brasileiro (4 de dezembro).
7. O São Paulo vence o Liverpool por 1 a 0 e é campeão do Campeonato Mundial de Clubes da FIFA na cidade de Yokohama, Japão (18 de dezembro).
8. Ronaldinho Gaúcho é eleito o melhor jogador do mundo do ano 2005 pela FIFA (19 de dezembro).[32]

- 2006:

1. O Internacional é campeão da Libertadores pela primeira vez (6 de junho) .
2. O Flamengo é tricampeão da Copa do Brasil (26 de julho).
3. Rogério Ceni, do São Paulo, torna-se o maior goleiro artilheiro da história ao chegar a 64 gols contra o Cruzeiro em cobrança de falta e supera o goleiro paraguaio José Luis Chilavert (20 de agosto).[30]
4. O São Paulo é tetracampeão brasileiro (3 de dezembro).
5. O Internacional vence o Barcelona e é campeão da Copa do Mundo de Clubes da FIFA (17 de dezembro).

- 2007:

1. Romário, do Vasco, marca o milésimo gol contra o Sport, no estádio de São Januário, pela segunda rodada do Campeonato Brasileiro (20 de maio).
2. O Fluminense é campeão da Copa do Brasil (6 de junho).
3. O Brasil é anunciado oficialmente como sede da Copa do Mundo de 2014 pela FIFA (30 de outubro).
4. O São Paulo é pentacampeão brasileiro (2 de dezembro).
5. Kaká é eleito o melhor jogador do mundo do ano 2007 pela FIFA (17 de dezembro).[33]

- 2008:

1. O Sport é campeão da Copa do Brasil (11 de junho).
2. O São Paulo é hexacampeão brasileiro, alcançando o tricampeonato consecutivo (7 de dezembro).

- 2009:

1. Doze cidades brasileiras são anunciadas pela FIFA como as sedes oficiais da Copa do Mundo de 2014 (31 de maio).
2. Brasil é tricampeão da Copa das Confederações FIFA, derrotando os Estados Unidos na final por 3 a 2 (28 de junho).
3. O Corinthians é tricampeão da Copa do Brasil (1 de julho).
4. O Flamengo conquista o pentacampeonato brasileiro (6 de dezembro).

- 2010:

1. O Santos é campeão da Copa do Brasil (4 de agosto).
2. O Internacional conquista o bicampeonato da Libertadores (18 de agosto).
3. O Fluminense é tricampeão brasileiro (5 de dezembro).

- 2011:

1. O Vasco da Gama é campeão da Copa do Brasil (8 de junho).
2. O Santos de Neymar é tricampeão da Libertadores da América (22 de junho).
3. O Corinthians é pentacampeão brasileiro (4 de dezembro).

- 2012:

1. O Palmeiras sagra-se bicampeão da Copa do Brasil, após vencer o Coritiba na decisão (11 de julho).
2. O Fluminense é tetracampeão brasileiro (2 de dezembro).
3. O Corinthians vence a Libertadores pela primeira vez (4 de julho) e garante o bicampeonato mundial ao vencer o Chelsea por 1 a 0 na decisão (16 de dezembro).

- 2013:

1. Luiz Felipe Scolari, o Felipão, volta para a Seleção Brasileira e garante o tetracampeonato da Copa das Confederações FIFA no Maracanã ao vencer a Espanha por 3 a 0 (30 de junho).
2. O Atlético Mineiro é campeão pela primeira vez da Copa Libertadores (24 de julho).
3. O Flamengo é tricampeão da Copa do Brasil (27 de novembro).
4. O Cruzeiro sagra-se tricampeão do Campeonato Brasileiro (8 de dezembro).

- 2014:

1. O Brasil celebra a segunda Copa do Mundo em casa (12 de junho – 13 de julho).
2. Na semifinal da Copa do Mundo, a Seleção Brasileira sofre sua maior humilhação na história, perdendo por 7 a 1 para a Seleção da Alemanha (8 de julho).[34]
3. A Alemanha se torna tetracampeã sobre a Seleção Argentina, que acumula seu terceiro vice-campeonato mundial (13 de julho).
4. O Atlético Mineiro é campeão da Copa do Brasil (29 de novembro).
5. O Cruzeiro conquista o Campeonato Brasileiro pela quarta vez, a segunda consecutiva (7 de dezembro).

- 2015:

1. O Palmeiras sagra-se tricampeão da Copa do Brasil, após vencer o Santos na decisão por pênaltis (2 de dezembro).
2. O Corinthians é hexacampeão brasileiro (6 de dezembro).

- 2016:

1. O técnico Dunga deixa o comando da Seleção Brasileira (14 de junho). Mesmo ano, o técnico do Corinthians, Adenor Leonardo Bachi, mais conhecido por Tite,[35] assume o comando da Seleção, tirando-a de uma possível repescagem ou mesmo de uma desclassificação para Copa da Rússia de 2018 (20 de junho).
2. A Seleção Olímpica Brasileira de Futebol conquista pela primeira vez uma medalha de ouro nos Jogos Olímpicos - Rio 2016 (20 de agosto).
3. O Palmeiras conquista seu nono Campeonato Brasileiro, com uma rodada de antecedência, e torna-se o atual recordista de títulos brasileiros (27 de novembro).[36]
4. Acontece, no dia 29 de novembro, um trágico acidente aéreo, envolvendo jogadores do time Chapecoense, que deixa 71 mortos e 6 feridos. Num ato de solidariedade, a Chapecoense foi declarada campeã da Copa Sul-Americana após o Atlético Nacional solicitar a entrega da taça à equipe.
5. O Grêmio fatura o seu quinto título da Copa do Brasil, após vencer o Atlético Mineiro na decisão, e torna-se o recordista de títulos da competição (7 de dezembro).
6. Neste ano, é utilizado pela primeira vez o Árbitro de Vídeo.

- 2017:

1. Têm início os jogos da Copa das Confederações da Rússia de 2017, disputada de 17 de junho e 2 de julho de 2017.[37] É a primeira vez que a Seleção Brasileira de Futebol não disputa a competição teste para a Copa do Mundo.
2. O Cruzeiro conquista pela quinta vez o título da Copa do Brasil ao vencer o Flamengo na final, se igualando ao Grêmio como recordista de títulos da competição (27 de setembro)
3. O Grêmio conquista o tricampeonato da Libertadores (29 de novembro).
4. O Corinthians conquista o Campeonato Brasileiro pela sétima vez (3 de dezembro).

- 2018:

1. A Copa do Mundo FIFA de 2018 é disputada de 14 de junho a 15 de julho de 2018.
2. O Cruzeiro conquista pela sexta vez a Copa do Brasil e torna-se o maior vencedor da competição ao derrotar o Corinthians (17 de outubro).
3. O Palmeiras conquista o Campeonato Brasileiro pela décima vez, em 25 de novembro, com uma rodada de antecedência.[38] Com isso, o clube se isolou no posto de maior campeão nacional do futebol brasileiro.[39]

- 2019:

1. A Seleção Brasileira conquista o seu nono título da Copa América (7 de julho).
2. O Athletico Paranaense vence a Copa do Brasil (18 de setembro).
3. O Flamengo conquista a Copa Libertadores pela segunda vez (após 38 anos, em final única contra o River Plate, em Lima, Peru, no dia 23 de novembro) e o Campeonato Brasileiro pela sexta vez (24 de novembro), tornando-se o primeiro time após o Santos de Pelé (1962 e 1963) a vencer ambas competições no mesmo ano. Na disputa nacional, o time fez 90 pontos, a maior pontuação em pontos corridos com 20 times.

- 2020:

1. O Flamengo é campeão da Supercopa do Brasil (16 de fevereiro).
2. Várias competições nacionais e internacionais são adiadas em virtude da Pandemia de COVID-19.

- 2021:

1. O Palmeiras conquista o título da Copa Libertadores de 2020, em 30 de janeiro, sagrando-se bicampeão da competição após vencer o Santos na decisão.[40]
2. O Flamengo conquista o Campeonato Brasileiro de 2020, sagrando-se heptacampeão (25 de fevereiro).
3. O Palmeiras vence a Copa do Brasil de 2020 e sagra-se tetracampeão da competição (7 de março).
4. O Flamengo é bicampeão da Supercopa do Brasil (11 de abril).
5. O Palmeiras conquista a Copa Libertadores, em 27 de novembro, tornando-se tricampeão da competição ao derrotar o Flamengo na final disputada em Montevideo, no Uruguai. O clube se tornou o único time na história a ter conquistado a Copa Libertadores duas vezes no mesmo ano.[41]
6. O Atlético Mineiro conquista seu terceiro título de Campeonato Brasileiro (9 de dezembro) e o segundo da Copa do Brasil (15 de dezembro).

- 2022

1. O Atlético Mineiro conquista a Supercopa do Brasil pela primeira vez (20 de fevereiro)
2. O Flamengo conquista o tetracampeonato da Copa do Brasil (19 de outubro) e o tricampeonato da Copa Libertadores (29 de outubro).
3. O Palmeiras conquista o Campeonato Brasileiro pela décima primeira vez (2 de novembro).
4. A Copa do Mundo do Catar é disputada de 20 de novembro a 18 de dezembro no Catar.

- 2023

1. O Palmeiras é campeão da Supercopa do Brasil (28 de janeiro).
2. O São Paulo é campeão da Copa do Brasil pela primeira vez (24 de setembro).
3. O Fluminense é campeão da Copa Libertadores da América pela primeira vez (4 de novembro).
4. O Palmeiras conquista seu 12º Campeonato Brasileiro, e repete o feito de 1993-1994 ao conseguir o bicampeonato consecutivo.

- 2024

1. O São Paulo é campeão da Supercopa do Brasil (4 de fevereiro).
2. O Flamengo é campeão da Copa do Brasil pela quinta vez (10 de novembro).
3. O Botafogo é campeão da Copa Libertadores da América pela primeira vez (30 de novembro).
4. O Botafogo conquista seu 3º Campeonato Brasileiro após 29 anos de jejum.

- 2025

1. O Flamengo é campeão da Supercopa do Brasil pela terceira vez (2 de fevereiro).